# Claude Favarger
Claude P.E. Favarger (1913-2006) fue un profesor, naturalista, escritor, y farmacéutico suizo. Mucho de su material de herbario, se halla en las "Colecciones del Museo de Historia Natural, de Ginebra.
De 1946 a 1983 fue profesor de la Universidad de Neuchâtel, de 1966 a 1969 rector, centrándose en cariología, citotaxonomía, y citogeografía.

## Algunas publicaciones
- claude Favarger, philippe Küpfer. 1977. IopB Chromosome Number Reports Div. Arten Aus Versch. Familien

### Libros
- claude Favarger. 1977. Alpine Flora and Vegetation. Tradujo Joyce A. Weeber. Ed. Monterey Institute of Foreign Studies
- juliette Contandriopoulos, claude Favarger. 1974. Problemes posés par l'endemisme en méditerranée. Volumen 23 de Travaux de l'Institut de Botanique de l'Université de Neuchâtel, Institut de Botanique.
- claude Favarger. 1966. Géographie botanique et linguistique géographique. Vol. 13 y 16 de Travaux de l'Institut de Botanique de l'Université de Neuchâtel, Institut de Botanique. Ed. Delachaux et Niestlé
- -----------------------. 1962. Contribution á l'étude cytologique des genres Minuartia et Arenaria. Vol. 4 y 9 de Travaux de l'Institut de Botanique de l'Université de Neuchâtel, Institut de Botanique. Ed. Impr. Centrale, 29 pp.
- -----------------------, juliette Contandriopoulos. 1961. Essai sur l'endémisme. Volumen 9 de Travaux de l'Institut de Botanique de l'Université de Neuchâtel, Institut de Botanique. Editor Büchler, 25 pp.
- juliette Contandriopoulos, claude Favarger. 1959. Existence des races chromosomiques chez Chrysanthemum alpinum L.: leur répartition dans les Alpes. Volumen 7 de Travaux de l'Institut de Botanique de l'Université de Neuchâtel, Institut de Botanique. Editor Librairie Gén. de l'Enseignement, 17 pp.

## Eponimia
Género
- (Gentianaceae) Favargera Á.Löve & D.Löve[2]

Especies
- (Araliaceae) Schefflera favargeri Bernardi[3]
- (Asteraceae) Leucanthemum favargeri Vogt[4]
- (Begoniaceae) Begonia favargeri Rech. ex Zahlbr.[5]
- (Brassicaceae) Erysimum favargeri Polatschek[6]
- (Callitrichaceae) Callitriche favargeri Schotsman[7]
- (Caryophyllaceae) Arenaria favargeri (Nieto Fel.) G.López & Nieto Fel.[8]
- (Rosaceae) Cotoneaster favargeri J.Fryer & B.Hylmö[9]
- (Verbenaceae) Priva favargeri R.Fernandes[10]